# Inquisició literària
El terme inquisició literària  (en xinès wénzìyù,  "empresonament a causa d'escrits") fa referència a la persecució oficial dels intel·lectuals a causa dels seus escrits durant la Xina Imperial. La pràctica de la inquisició literària va tenir lloc durant cadascuna de les dinasties que va governar Xina, tot i que durant la Qing aquesta pràctica va ser especialment utilitzada. Les persecucions podien ser originades en una frase o paraula que el governador considerava ofensiva. Algunes de les persecucions es devien al tabú del nom. En un cas seriós, no només era assassinat l'escriptor sinó la seva família immediata i també la no immediata.